# Loena 11
Loena 11 (E-6LF serie) of Loenik 11 (Russisch: Луна-11) was een onbemande ruimtesonde van de Sovjet-Unie, die 24-8-1966 vanuit een parkeerbaan rond de aarde naar de Maan werd gelanceerd in het kader van het Loenaprogramma. Loena 11 kwam op 27 augustus 1966 aan in haar baan om de Maan.
De volgende doelen waren geformuleerd:
1. Onderzoek van de gamma- en röntgenstraling van de Maan, om haar chemische samenstelling te leren kennen.
2. Onderzoek van de afwijkende zwaartekracht van de Maan;
3. De dichtheid van de meteorieten bij de Maan;
4. De intensiteit van de harde ioniserende straling in de buurt van de Maan.

In totaal was er 137 keer radiocontact tijdens 277 omlopen geweest, toen de accu's het op 1 oktober 1966 begaven.
Dit voorbeeld van een tweede-generatie-ruimtevaartuig, de UE-6LF, was ontworpen om de eerste foto's te nemen vanuit een baan om de Maan. Verder wilde men onderzoek doen naar de mascons die door Loena 10 waren ontdekt. Er werd gebruikgemaakt van de Ye-6 bus; de plek van de lander werd ingenomen door een hele serie wetenschappelijke instrumenten in te zetten en tevens dezelfde fotografie-toebehoren als Zond 3.
Het oplossend vermogen van de foto's, zo werd bekendgemaakt, was 15 tot 20 meter.
Er werd een proef gedaan met versnellings-overdracht in vacuüm voor een toekomstig maanwagentje.
Loena 11 werd slechts twee weken na de Lunar Orbiter 1 gelanceerd en kwam 27 augustus 21:49 UT in de bedoelde baan om de Maan van 160 bij 1193 km. Tijdens de vlucht raakte ze de juiste stand kwijt, doordat ze getroffen werd door een voorwerp dat precies een stuurraket die de houding moest corrigeren, raakte. De overige instrumenten functioneerden naar behoren tot de vlucht 1 oktober 1966 werd beëindigd omdat de brandstof op was.